# Astrocnida isidis
Astrocnida isidis är en ormstjärneart som först beskrevs av Duchassaing 1850.  Astrocnida isidis ingår i släktet Astrocnida och familjen medusahuvuden. Inga underarter finns listade i Catalogue of Life.